# WINTER MUSIC
『WINTER MUSIC』（ウインター ミュージック）は、TOSHIBA EMIからリリースされた、日本のア・カペラ ボーカルグループ、SMOOTH ACEの3枚目のミニ・アルバム。2001年11月22日に発売され5曲が収録されている。

## 収録曲
全曲 作詞：岡村玄、作曲：重住ひろこ、コーラス・アレンジ：SMOOTH ACE
1. 手のひら（編曲：高橋幸宏）
2. Waltz for love（編曲：清水靖晃）
3. Yes-No（作詞・作曲：小田和正、編曲：Ta）
4. あしあと（Sweet Christmas Mix）（編曲：Ta & Paul Honesty）
5. your side（編曲：重住ひろこ）

## パーソネル
重住ひろこ、岡村玄、平慎也、李眞姫（vo, cho）／小原礼、岡沢章（b）／徳武弘文（g, e.sitar）／土方隆行（g）／Paul Honesty、重住ひろこ（pf）／木本靖夫、清水靖晃、Ta（prg）

## スタッフ
サウンドプロデュース：高橋幸宏（M-1） 、清水靖晃（M-2） 
レコーディング／ミキシング・エンジニア：中山大輔、叶眞司、加藤博実、マスタリング・エンジニア：相川洋一 
イラストレーション：鈴木英人

## 品番
TOCT-24681

## 配信
発売日：2013-7-10